# NBA Playoffs 1984
Gli NBA Playoffs 1984 si conclusero con la vittoria dei Boston Celtics (campioni della Eastern Conference) che sconfissero i campioni della Western conference, i Los Angeles Lakers.
Da questa edizione dei Playoffs, le squadre ammesse furono portate ad 8 per ogni Conference.

## Squadre qualificate

### Eastern Conference
1. Boston Celtics
2. Milwaukee Bucks
3. Philadelphia 76ers
4. Detroit Pistons
5. N.Y. Knicks
6. N.J. Nets
7. Atlanta Hawks
8. Washington Bullets

### Western Conference
1. L.A. Lakers
2. Utah Jazz
3. Portland T. Blazers
4. Dallas Mavericks
5. Seattle S.Sonics
6. Phoenix Suns
7. Denver Nuggets
8. K.C. Kings

## Tabellone
|  | Primo turno | Primo turno        | Primo turno       |                    |                     | Semifinali di conference | Semifinali di conference | Semifinali di conference |  |   | Finali di conference | Finali di conference | Finali di conference |  |    | Finali NBA    | Finali NBA | Finali NBA |
|  |             |                    |                   |                    |                     |                          |                          |                          |  |   |                      |                      |                      |  |    |               |            |            |
|  | 1           | L.A. Lakers *      | 3                 |                    |                     |                          |                          |                          |  |   |                      |                      |                      |  |    |               |            |            |
|  | 8           | K.C. Kings         | 0                 |                    |                     |                          |                          |                          |  |   |                      |                      |                      |  |    |               |            |            |
|  | 8           | K.C. Kings         | 0                 |                    | 1                   | L.A. Lakers *            | 4                        |                          |  |   |                      |                      |                      |  |    |               |            |            |
|  |             |                    |                   |                    | 1                   | L.A. Lakers *            | 4                        |                          |  |   |                      |                      |                      |  |    |               |            |            |
|  |             | 4                  | Dallas Mavericks  | 1                  |                     |                          |                          |                          |  |   |                      |                      |                      |  |    |               |            |            |
|  | 4           | 4                  | Dallas Mavericks  | 1                  | Dallas Mavericks    | 3                        |                          |                          |  |   |                      |                      |                      |  |    |               |            |            |
|  | 4           |                    |                   |                    | Dallas Mavericks    | 3                        |                          |                          |  |   |                      |                      |                      |  |    |               |            |            |
|  | 5           | Seattle S.Sonics   | 2                 |                    |                     |                          |                          |                          |  |   |                      |                      |                      |  |    |               |            |            |
|  | 5           | Seattle S.Sonics   | 2                 |                    |                     |                          |                          |                          |  | 1 | L.A. Lakers *        | 4                    |                      |  |    |               |            |            |
|  |             |                    |                   | Western Conference |                     |                          |                          |                          |  | 1 | L.A. Lakers *        | 4                    |                      |  |    |               |            |            |
|  |             | 6                  | Phoenix Suns      | 2                  |                     |                          |                          |                          |  |   |                      |                      |                      |  |    |               |            |            |
|  | 3           | 6                  | Phoenix Suns      | 2                  | Portland T. Blazers | 2                        |                          |                          |  |   |                      |                      |                      |  |    |               |            |            |
|  | 3           |                    |                   |                    | Portland T. Blazers | 2                        |                          |                          |  |   |                      |                      |                      |  |    |               |            |            |
|  | 6           | Phoenix Suns       | 3                 |                    |                     |                          |                          |                          |  |   |                      |                      |                      |  |    |               |            |            |
|  | 6           | Phoenix Suns       | 3                 |                    | 6                   | Phoenix Suns             | 4                        |                          |  |   |                      |                      |                      |  |    |               |            |            |
|  |             |                    |                   |                    | 6                   | Phoenix Suns             | 4                        |                          |  |   |                      |                      |                      |  |    |               |            |            |
|  |             | 2                  | Utah Jazz *       | 2                  |                     |                          |                          |                          |  |   |                      |                      |                      |  |    |               |            |            |
|  | 2           | 2                  | Utah Jazz *       | 2                  | Utah Jazz *         | 3                        |                          |                          |  |   |                      |                      |                      |  |    |               |            |            |
|  | 2           |                    |                   |                    | Utah Jazz *         | 3                        |                          |                          |  |   |                      |                      |                      |  |    |               |            |            |
|  | 7           | Denver Nuggets     | 2                 |                    |                     |                          |                          |                          |  |   |                      |                      |                      |  |    |               |            |            |
|  | 7           | Denver Nuggets     | 2                 |                    |                     |                          |                          |                          |  |   |                      |                      |                      |  | W1 | L.A. Lakers * | 3          |            |
|  |             |                    |                   |                    |                     |                          |                          |                          |  |   |                      |                      |                      |  | W1 | L.A. Lakers * | 3          |            |
|  |             | E1                 | Boston Celtics *  | 4                  |                     |                          |                          |                          |  |   |                      |                      |                      |  |    |               |            |            |
|  | 1           | E1                 | Boston Celtics *  | 4                  | Boston Celtics *    | 3                        |                          |                          |  |   |                      |                      |                      |  |    |               |            |            |
|  | 1           |                    |                   |                    | Boston Celtics *    | 3                        |                          |                          |  |   |                      |                      |                      |  |    |               |            |            |
|  | 8           | Washington Bullets | 1                 |                    |                     |                          |                          |                          |  |   |                      |                      |                      |  |    |               |            |            |
|  | 8           | Washington Bullets | 1                 |                    | 1                   | Boston Celtics *         | 4                        |                          |  |   |                      |                      |                      |  |    |               |            |            |
|  |             |                    |                   |                    | 1                   | Boston Celtics *         | 4                        |                          |  |   |                      |                      |                      |  |    |               |            |            |
|  |             | 5                  | N.Y. Knicks       | 3                  |                     |                          |                          |                          |  |   |                      |                      |                      |  |    |               |            |            |
|  | 4           | 5                  | N.Y. Knicks       | 3                  | Detroit Pistons     | 2                        |                          |                          |  |   |                      |                      |                      |  |    |               |            |            |
|  | 4           |                    |                   |                    | Detroit Pistons     | 2                        |                          |                          |  |   |                      |                      |                      |  |    |               |            |            |
|  | 5           | N.Y. Knicks        | 3                 |                    |                     |                          |                          |                          |  |   |                      |                      |                      |  |    |               |            |            |
|  | 5           | N.Y. Knicks        | 3                 |                    |                     |                          |                          |                          |  | 1 | Boston Celtics *     | 4                    |                      |  |    |               |            |            |
|  |             |                    |                   | Eastern Conference |                     |                          |                          |                          |  | 1 | Boston Celtics *     | 4                    |                      |  |    |               |            |            |
|  |             | 2                  | Milwaukee Bucks * | 1                  |                     |                          |                          |                          |  |   |                      |                      |                      |  |    |               |            |            |
|  | 3           | 2                  | Milwaukee Bucks * | 1                  | Philadelphia 76ers  | 2                        |                          |                          |  |   |                      |                      |                      |  |    |               |            |            |
|  | 3           |                    |                   |                    | Philadelphia 76ers  | 2                        |                          |                          |  |   |                      |                      |                      |  |    |               |            |            |
|  | 6           | N.J. Nets          | 3                 |                    |                     |                          |                          |                          |  |   |                      |                      |                      |  |    |               |            |            |
|  | 6           | N.J. Nets          | 3                 |                    | 6                   | N.J. Nets                | 2                        |                          |  |   |                      |                      |                      |  |    |               |            |            |
|  |             |                    |                   |                    | 6                   | N.J. Nets                | 2                        |                          |  |   |                      |                      |                      |  |    |               |            |            |
|  |             | 2                  | Milwaukee Bucks * | 4                  |                     |                          |                          |                          |  |   |                      |                      |                      |  |    |               |            |            |
|  | 2           | 2                  | Milwaukee Bucks * | 4                  | Milwaukee Bucks *   | 3                        |                          |                          |  |   |                      |                      |                      |  |    |               |            |            |
|  | 2           |                    |                   |                    | Milwaukee Bucks *   | 3                        |                          |                          |  |   |                      |                      |                      |  |    |               |            |            |
|  | 7           | Atlanta Hawks      | 2                 |                    |                     |                          |                          |                          |  |   |                      |                      |                      |  |    |               |            |            |

Legenda
- * Vincitore Division
- "Grassetto" Vincitore serie
- "Corsivo" Squadra con fattore campo

## Eastern Conference

### Primo turno

#### (1) Boston Celtics - (8) Washington Bullets
RISULTATO FINALE: 3-1
| Boston 17 aprile 1984 Gara 1                                                                    | Boston Celtics | 91 – 83 (27-27, 19-12, 22-20, 23-24) referto | Washington Bullets | Boston Garden (14.890 spett.) |
| L. Bird 23 Punti R. Sobers 24 L. Bird 12 Assist J. Ruland 10 R. Parish 14 Rimbalzi R. Mahorn 14 |                |                                              |                    |                               |
|                                                                                                 |                |                                              |                    |                               |
| L. Bird 23                                                                                      | Punti          | R. Sobers 24                                 |                    |                               |
| L. Bird 12                                                                                      | Assist         | J. Ruland 10                                 |                    |                               |
| R. Parish 14                                                                                    | Rimbalzi       | R. Mahorn 14                                 |                    |                               |

| Boston 19 aprile 1984 Gara 2                                                                 | Boston Celtics | 88 – 85 (19-29, 30-18, 20-21, 19-17) referto | Washington Bullets | Boston Garden (14.890 spett.) |
| L. Bird 23 Punti G. Ballard 20 L. Bird 6 Assist J. Ruland 8 L. Bird 12 Rimbalzi J. Ruland 10 |                |                                              |                    |                               |
|                                                                                              |                |                                              |                    |                               |
| L. Bird 23                                                                                   | Punti          | G. Ballard 20                                |                    |                               |
| L. Bird 6                                                                                    | Assist         | J. Ruland 8                                  |                    |                               |
| L. Bird 12                                                                                   | Rimbalzi       | J. Ruland 10                                 |                    |                               |

| Landover 21 aprile 1984 Gara 3                                                                              | Washington Bullets | 111 – 108 (24-27, 24-22, 29-17, 21-32) referto | Boston Celtics | Capital Centre (8.359 spett.) |
| J. Ruland 33 Punti L. Bird 27 R. Sobers 11 Assist L. Bird , D. Johnson 6 R. Mahorn 15 Rimbalzi R. Parish 16 |                    |                                                |                |                               |
| |                    |                                                |                |                               |
| J. Ruland 33                                                                                                | Punti              | L. Bird 27                                     |                |                               |
| R. Sobers 11                                                                                                | Assist             | L. Bird, D. Johnson 6                          |                |                               |
| R. Mahorn 15                                                                                                | Rimbalzi           | R. Parish 16                                   |                |                               |

| Landover 24 aprile 1984 Gara 4                                                                  | Washington Bullets | 96 – 99 (24-21, 17-31, 24-18, 31-29) referto | Boston Celtics | Capital Centre (13.853 spett.) |
| J. Ruland 30 Punti R. Parish 20 J. Ruland 8 Assist L. Bird 7 J. Ruland 15 Rimbalzi R. Parish 12 |                    |                                              |                |                                |
|                                                                                                 |                    |                                              |                |                                |
| J. Ruland 30                                                                                    | Punti              | R. Parish 20                                 |                |                                |
| J. Ruland 8                                                                                     | Assist             | L. Bird 7                                    |                |                                |
| J. Ruland 15                                                                                    | Rimbalzi           | R. Parish 12                                 |                |                                |

PRECEDENTI IN REGULAR SEASON
| Regular Season 1983-84 | Boston Celtics | 4 – 2 | Washington Bullets | Referto 1 - Referto 2 - Referto 3 - Referto 4, Referto 5 - Referto 6 |
| Washington Bullets 117 Boston Celtics 93 Boston Celtics 113 Washington Bullets 85 Boston Celtics 99 Washington Bullets 93 Punti 120 Boston Celtics 100 Washington Bullets 104 Washington Bullets 108 Boston Celtics 103 Washington Bullets 106 Boston Celtics |                | |                    |                                                                      |
| |                | |                    |                                                                      |
| Washington Bullets 117 Boston Celtics 93 Boston Celtics 113 Washington Bullets 85 Boston Celtics 99 Washington Bullets 93 | Punti          | 120 Boston Celtics 100 Washington Bullets 104 Washington Bullets 108 Boston Celtics 103 Washington Bullets 106 Boston Celtics |                    |                                                                      |

PRECEDENTI NEI PLAYOFF
|  | Boston Celtics (1982) | 1 – 1 | Washington Bullets (1975) |  |

#### (2) Milwaukee Bucks - (7) Atlanta Hawks
RISULTATO FINALE: 3-2
| Milwaukee 17 aprile 1984 Gara 1                                                                              | Milwaukee Bucks | 105 – 89 (30-24, 25-16, 30-21, 20-28) referto | Atlanta Hawks | MECCA Arena (10.107 spett.) |
| S. Moncrief 19 Punti D. Roundfield 21 S. Moncrief 6 Assist J. Davis 7 P. Mokeski 9 Rimbalzi D. Roundfield 10 |                 |                                               |               |                             |
| |                 |                                               |               |                             |
| S. Moncrief 19                                                                                               | Punti           | D. Roundfield 21                              |               |                             |
| S. Moncrief 6                                                                                                | Assist          | J. Davis 7                                    |               |                             |
| P. Mokeski 9                                                                                                 | Rimbalzi        | D. Roundfield 10                              |               |                             |

| Milwaukee 19 aprile 1984 Gara 2                                                                                        | Milwaukee Bucks | 101 – 87 (24-14, 29-27, 24-26, 24-20) referto | Atlanta Hawks | MECCA Arena (11.052 spett.) |
| M. Johnson 27 Punti D. Wilkins 22 S. Moncrief 7 Assist E. Johnson 8 A. Lister 10 Rimbalzi T. Rollins , D. Roundfield 7 |                 |                                               |               |                             |
| |                 |                                               |               |                             |
| M. Johnson 27 | Punti           | D. Wilkins 22                                 |               |                             |
| S. Moncrief 7 | Assist          | E. Johnson 8                                  |               |                             |
| A. Lister 10 | Rimbalzi        | T. Rollins, D. Roundfield 7                   |               |                             |

| Atlanta 21 aprile 1984 Gara 3 | Atlanta Hawks | 103 – 94 (25-24, 22-26, 31-19, 25-25) referto | Milwaukee Bucks | Omni Coliseum (5.395 spett.) |
| D. Roundfield 25 Punti M. Johnson 28 E. Johnson 7 Assist S. Moncrief , B. Lanier , P. Pressey 3 D. Roundfield , R. Brown 7 Rimbalzi M. Johnson , B. Lanier 10 |               |                                               |                 |                              |
| |               |                                               |                 |                              |
| D. Roundfield 25 | Punti         | M. Johnson 28                                 |                 |                              |
| E. Johnson 7 | Assist        | S. Moncrief, B. Lanier, P. Pressey 3          |                 |                              |
| D. Roundfield, R. Brown 7 | Rimbalzi      | M. Johnson, B. Lanier 10                      |                 |                              |

| Atlanta 24 aprile 1984 Gara 4                                                                                            | Atlanta Hawks | 100 – 97 (27-22, 24-23, 23-30, 26-22) referto | Milwaukee Bucks | Omni Coliseum (6.435 spett.) |
| D. Rivers , D. Wilkins 19 Punti J. Bridgeman 20 J. Davis 6 Assist M. Dunleavy 6 D. Roundfield 13 Rimbalzi S. Moncrief 13 |               |                                               |                 |                              |
| |               |                                               |                 |                              |
| D. Rivers, D. Wilkins 19                                                                                                 | Punti         | J. Bridgeman 20                               |                 |                              |
| J. Davis 6 | Assist        | M. Dunleavy 6                                 |                 |                              |
| D. Roundfield 13 | Rimbalzi      | S. Moncrief 13                                |                 |                              |

| Milwaukee 26 aprile 1984 Gara 5                                                                        | Milwaukee Bucks | 118 – 89 (22-18, 32-21, 31-23, 33-27) referto | Atlanta Hawks | MECCA Arena (11.052 spett.) |
| S. Moncrief 20 Punti D. Rivers 21 S. Moncrief 8 Assist D. Rivers 6 B. Lanier 11 Rimbalzi D. Wilkins 13 |                 |                                               |               |                             |
| |                 |                                               |               |                             |
| S. Moncrief 20                                                                                         | Punti           | D. Rivers 21                                  |               |                             |
| S. Moncrief 8                                                                                          | Assist          | D. Rivers 6                                   |               |                             |
| B. Lanier 11                                                                                           | Rimbalzi        | D. Wilkins 13                                 |               |                             |

PRECEDENTI IN REGULAR SEASON
| Regular Season 1983-84 | Milwaukee Bucks | 3 – 3 | Atlanta Hawks | Referto 1 - Referto 2 - Referto 3 - Referto 4, Referto 5 - Referto 6 |
| Milwaukee Bucks 97 Atlanta Hawks 91 Milwaukee Bucks 99 Atlanta Hawks 109 Atlanta Hawks 104 Milwaukee Bucks 94 Punti 84 Atlanta Hawks 87 Milwaukee Bucks 90 Atlanta Hawks 105 Milwaukee Bucks 109 Milwaukee Bucks (1 t.s.) 108 Atlanta Hawks |                 | |               |                                                                      |
| |                 | |               |                                                                      |
| Milwaukee Bucks 97 Atlanta Hawks 91 Milwaukee Bucks 99 Atlanta Hawks 109 Atlanta Hawks 104 Milwaukee Bucks 94 | Punti           | 84 Atlanta Hawks 87 Milwaukee Bucks 90 Atlanta Hawks 105 Milwaukee Bucks 109 Milwaukee Bucks (1 t.s.) 108 Atlanta Hawks |               |                                                                      |

PRECEDENTI NEI PLAYOFF

Si è trattata della prima sfida tra le due squadre ai playoff.

#### (3) Philadelphia 76ers - (6) New Jersey Nets
RISULTATO FINALE: 2-3
| Arbitri: | Dick Bavetta Hugh Evans |

|              |          |                   |
| A. Toney 24  | Punti    | B. Williams 25    |
| J. Erving 8  | Assist   | M.R. Richardson 9 |
| M. Malone 11 | Rimbalzi | B. Williams 16    |

| Arbitri: | John Vanak Hue Hollins |

|                           |          |                    |
| M. Malone 25              | Punti    | M.R. Richardson 32 |
| A. Toney, C. Richardson 4 | Assist   | M.R. Richardson 9  |
| M. Malone 12              | Rimbalzi | B. Williams 9      |

| Arbitri: | Jake O'Donnell Lee Jones |

|                    |          |                        |
| B. Williams 21     | Punti    | J. Erving 27           |
| M.R. Richardson 11 | Assist   | J. Erving, M. Cheeks 5 |
| B. Williams 17     | Rimbalzi | M. Malone 17           |

| Arbitri: | Darell Garretson Mike Mathis |

|                   |          |                         |
| A. King 20        | Punti    | J. Erving, M. Malone 22 |
| M.R. Richardson 8 | Assist   | J. Erving 8             |
| B. Williams 18    | Rimbalzi | M. Malone 15            |

| Arbitri: | Jack Madden Jess Kersey |

|              |          |                                 |
| A. Toney 22  | Punti    | M.R. Richardson, O. Birdsong 24 |
| M. Cheeks 7  | Assist   | M.R. Richardson, O. Birdsong 6  |
| M. Malone 14 | Rimbalzi | B. Williams 16                  |

PRECEDENTI IN REGULAR SEASON
| Regular Season 1983-84 | Philadelphia 76ers | 3 – 3 | N.J. Nets | Referto 1 - Referto 2 - Referto 3 - Referto 4, Referto 5 - Referto 6 |
| New Jersey Nets 112 Philadelphia 76ers 93 Philadelphia 76ers 108 Philadelphia 76ers 114 (1 t.s.) New Jersey Nets 119 New Jersey Nets 106 Punti 119 Philadelphia 76ers 100 New Jersey Nets 104 New Jersey Nets 109 New Jersey Nets 116 Philadelphia 76ers 102 Philadelphia 76ers |                    | |           |                                                                      |
| |                    | |           |                                                                      |
| New Jersey Nets 112 Philadelphia 76ers 93 Philadelphia 76ers 108 Philadelphia 76ers 114 (1 t.s.) New Jersey Nets 119 New Jersey Nets 106 | Punti              | 119 Philadelphia 76ers 100 New Jersey Nets 104 New Jersey Nets 109 New Jersey Nets 116 Philadelphia 76ers 102 Philadelphia 76ers |           |                                                                      |

PRECEDENTI NEI PLAYOFF
|  | Philadelphia 76ers (1979) | 1 – 0 | N.J. Nets |  |

#### (4) Detroit Pistons - (5) New York Knicks
RISULTATO FINALE: 2-3
| Pontiac 17 aprile 1984 Gara 1                                                                         | Detroit Pistons | 93 – 94 (31-17, 22-23, 23-24, 17-30) referto | N.Y. Knicks | Pontiac Silverdome (14.127 spett.) |
| K. Tripucka 26 Punti B. King 36 I. Thomas 9 Assist D. Walker 7 K. Benson 14 Rimbalzi B. Cartwright 11 |                 |                                              |             |                                    |
| |                 |                                              |             |                                    |
| K. Tripucka 26                                                                                        | Punti           | B. King 36                                   |             |                                    |
| I. Thomas 9                                                                                           | Assist          | D. Walker 7                                  |             |                                    |
| K. Benson 14                                                                                          | Rimbalzi        | B. Cartwright 11                             |             |                                    |

| Pontiac 19 aprile 1984 Gara 2                                                                            | Detroit Pistons | 113 – 105 (38-33, 30-30, 24-21, 21-21) referto | N.Y. Knicks | Pontiac Silverdome (14.275 spett.) |
| B. Laimbeer 31 Punti B. King 46 I. Thomas 13 Assist R. Williams 9 B. Laimbeer 15 Rimbalzi T. Robinson 11 |                 |                                                |             |                                    |
| |                 |                                                |             |                                    |
| B. Laimbeer 31                                                                                           | Punti           | B. King 46                                     |             |                                    |
| I. Thomas 13                                                                                             | Assist          | R. Williams 9                                  |             |                                    |
| B. Laimbeer 15                                                                                           | Rimbalzi        | T. Robinson 11                                 |             |                                    |

| New York 22 aprile 1984 Gara 3                                                                      | N.Y. Knicks | 120 – 113 (26-16, 28-20, 32-36, 34-41) referto | Detroit Pistons | Madison Square Garden (16.354 spett.) |
| B. King 46 Punti K. Tripucka 40 R. Sparrow 10 Assist I. Thomas 5 B. King 10 Rimbalzi B. Laimbeer 10 |             |                                                |                 |                                       |
| |             |                                                |                 |                                       |
| B. King 46                                                                                          | Punti       | K. Tripucka 40                                 |                 |                                       |
| R. Sparrow 10                                                                                       | Assist      | I. Thomas 5                                    |                 |                                       |
| B. King 10                                                                                          | Rimbalzi    | B. Laimbeer 10                                 |                 |                                       |

| New York 25 aprile 1984 Gara 4                                                                         | N.Y. Knicks | 112 – 119 (32-39, 33-30, 21-24, 24-30) referto | Detroit Pistons | Madison Square Garden (18.205 spett.) |
| B. King 41 Punti I. Thomas 22 R. Sparrow 10 Assist I. Thomas 16 T. Robinson 12 Rimbalzi B. Laimbeer 10 |             |                                                |                 |                                       |
| |             |                                                |                 |                                       |
| B. King 41                                                                                             | Punti       | I. Thomas 22                                   |                 |                                       |
| R. Sparrow 10                                                                                          | Assist      | I. Thomas 16                                   |                 |                                       |
| T. Robinson 12                                                                                         | Rimbalzi    | B. Laimbeer 10                                 |                 |                                       |

| Pontiac 27 aprile 1984 Gara 5                                                                       | Detroit Pistons | 123 – 127 (d.1t.s.) (36-31, 25-28, 18-26, 35-29) (9-13) referto | N.Y. Knicks | Pontiac Silverdome (21.208 spett.) |
| I. Thomas 35 Punti B. King 44 I. Thomas 12 Assist R. Williams 12 B. Laimbeer 17 Rimbalzi B. King 12 |                 |                                                                 |             |                                    |
| |                 |                                                                 |             |                                    |
| I. Thomas 35                                                                                        | Punti           | B. King 44                                                      |             |                                    |
| I. Thomas 12                                                                                        | Assist          | R. Williams 12                                                  |             |                                    |
| B. Laimbeer 17                                                                                      | Rimbalzi        | B. King 12                                                      |             |                                    |

PRECEDENTI IN REGULAR SEASON
| Regular Season 1983-84 | Detroit Pistons | 4 – 2 | N.Y. Knicks | Referto 1 - Referto 2 - Referto 3 - Referto 4, Referto 5 - Referto 6 |
| (1 t.s.) New York Knicks 104 New York Knicks 108 Detroit Pistons 118 Detroit Pistons 114 Detroit Pistons 102 New York Knicks 107 Punti 101 Detroit Pistons 111 Detroit Pistons 107 New York Knicks 111 New York Knicks 117 New York Knicks 115 Detroit Pistons |                 | |             |                                                                      |
| |                 | |             |                                                                      |
| (1 t.s.) New York Knicks 104 New York Knicks 108 Detroit Pistons 118 Detroit Pistons 114 Detroit Pistons 102 New York Knicks 107 | Punti           | 101 Detroit Pistons 111 Detroit Pistons 107 New York Knicks 111 New York Knicks 117 New York Knicks 115 Detroit Pistons |             |                                                                      |

PRECEDENTI NEI PLAYOFF

Si è trattata della prima sfida tra le due squadre ai playoff.

### Semifinali

#### (1) Boston Celtics - (5) New York Knicks
RISULTATO FINALE: 4-3
| Boston 29 aprile 1984 Gara 1                                                                     | Boston Celtics | 110 – 92 (31-22, 33-22, 28-24, 18-24) referto | N.Y. Knicks | Boston Garden (14.890 spett.) |
| K. McHale 25 Punti B. King 26 L. Bird 12 Assist R. Sparrow 6 R. Parish 12 Rimbalzi T. Robinson 9 |                |                                               |             |                               |
|                                                                                                  |                |                                               |             |                               |
| K. McHale 25                                                                                     | Punti          | B. King 26                                    |             |                               |
| L. Bird 12                                                                                       | Assist         | R. Sparrow 6                                  |             |                               |
| R. Parish 12                                                                                     | Rimbalzi       | T. Robinson 9                                 |             |                               |

| Boston 2 maggio 1984 Gara 2                                                                                         | Boston Celtics | 116 – 102 (34-27, 32-30, 25-21, 25-24) referto | N.Y. Knicks | Boston Garden (14.890 spett.) |
| L. Bird 37 Punti B. Cartwright 25 D. Johnson 7 Assist R. Sparrow 5 L. Bird , R. Parish 11 Rimbalzi B. Cartwright 11 |                |                                                |             |                               |
| |                |                                                |             |                               |
| L. Bird 37 | Punti          | B. Cartwright 25                               |             |                               |
| D. Johnson 7 | Assist         | R. Sparrow 5                                   |             |                               |
| L. Bird, R. Parish 11                                                                                               | Rimbalzi       | B. Cartwright 11                               |             |                               |

| New York 4 maggio 1984 Gara 3                                                                                   | N.Y. Knicks | 100 – 92 (33-25, 17-27, 27-18, 23-22) referto | Boston Celtics | Madison Square Garden (19.591 spett.) |
| B. Cartwright 25 Punti L. Bird 24 R. Sparrow 10 Assist D. Johnson 4 T. Robinson , B. King 9 Rimbalzi L. Bird 11 |             |                                               |                |                                       |
| |             |                                               |                |                                       |
| B. Cartwright 25                                                                                                | Punti       | L. Bird 24                                    |                |                                       |
| R. Sparrow 10                                                                                                   | Assist      | D. Johnson 4                                  |                |                                       |
| T. Robinson, B. King 9                                                                                          | Rimbalzi    | L. Bird 11                                    |                |                                       |

| New York 6 maggio 1984 Gara 4                                                                   | N.Y. Knicks | 118 – 113 (36-25, 30-30, 21-28, 31-30) referto | Boston Celtics | Madison Square Garden (15.840 spett.) |
| B. King 43 Punti L. Bird 29 R. Williams 9 Assist D. Johnson 7 T. Robinson 9 Rimbalzi L. Bird 11 |             |                                                |                |                                       |
|                                                                                                 |             |                                                |                |                                       |
| B. King 43                                                                                      | Punti       | L. Bird 29                                     |                |                                       |
| R. Williams 9                                                                                   | Assist      | D. Johnson 7                                   |                |                                       |
| T. Robinson 9                                                                                   | Rimbalzi    | L. Bird 11                                     |                |                                       |

| Boston 9 maggio 1984 Gara 5                                                                         | Boston Celtics | 121 – 99 (32-20, 34-25, 22-31, 33-23) referto | N.Y. Knicks | Boston Garden (14.890 spett.) |
| L. Bird 26 Punti B. King 30 L. Bird 10 Assist R. Williams 10 R. Parish 10 Rimbalzi B. Cartwright 10 |                |                                               |             |                               |
| |                |                                               |             |                               |
| L. Bird 26                                                                                          | Punti          | B. King 30                                    |             |                               |
| L. Bird 10                                                                                          | Assist         | R. Williams 10                                |             |                               |
| R. Parish 10                                                                                        | Rimbalzi       | B. Cartwright 10                              |             |                               |

| New York 11 maggio 1984 Gara 6                                                                       | N.Y. Knicks | 106 – 104 (30-28, 29-23, 23-24, 24-29) referto | Boston Celtics | Madison Square Garden (19.591 spett.) |
| B. King 44 Punti L. Bird 35 R. Sparrow 11 Assist G. Henderson 8 B. Cartwright 14 Rimbalzi L. Bird 11 |             |                                                |                |                                       |
| |             |                                                |                |                                       |
| B. King 44                                                                                           | Punti       | L. Bird 35                                     |                |                                       |
| R. Sparrow 11                                                                                        | Assist      | G. Henderson 8                                 |                |                                       |
| B. Cartwright 14                                                                                     | Rimbalzi    | L. Bird 11                                     |                |                                       |

| Boston 13 maggio 1984 Gara 7                                                                  | Boston Celtics | 121 – 104 (36-26, 31-26, 29-23, 25-29) referto | N.Y. Knicks | Boston Garden (14.890 spett.) |
| L. Bird 39 Punti B. King 24 L. Bird 10 Assist R. Williams 7 L. Bird 12 Rimbalzi T. Robinson 9 |                |                                                |             |                               |
|                                                                                               |                |                                                |             |                               |
| L. Bird 39                                                                                    | Punti          | B. King 24                                     |             |                               |
| L. Bird 10                                                                                    | Assist         | R. Williams 7                                  |             |                               |
| L. Bird 12                                                                                    | Rimbalzi       | T. Robinson 9                                  |             |                               |

PRECEDENTI IN REGULAR SEASON
| Regular Season 1983-84 | Boston Celtics | 3 – 3 | N.Y. Knicks | Referto 1 - Referto 2 - Referto 3 - Referto 4, Referto 5 - Referto 6 |
| Boston Celtics 103 (2 t.s.) New York Knicks 117 New York Knicks 100 Boston Celtics 98 New York Knicks 100 Boston Celtics 102 Punti 110 New York Knicks 113 Boston Celtics 102 Boston Celtics 102 New York Knicks 108 Boston Celtics 96 New York Knicks |                | |             |                                                                      |
| |                | |             |                                                                      |
| Boston Celtics 103 (2 t.s.) New York Knicks 117 New York Knicks 100 Boston Celtics 98 New York Knicks 100 Boston Celtics 102 | Punti          | 110 New York Knicks 113 Boston Celtics 102 Boston Celtics 102 New York Knicks 108 Boston Celtics 96 New York Knicks |             |                                                                      |

PRECEDENTI NEI PLAYOFF
|  | Boston Celtics (1954, 1955, 1967, 1969, 1974) | 5 – 5 | N.Y. Knicks (1951, 1952, 1953, 1972, 1973) |  |

#### (2) Milwaukee Bucks - (6) New Jersey Nets
RISULTATO FINALE: 4-2
| Milwaukee 29 aprile 1984 Gara 1                                                                              | Milwaukee Bucks | 100 – 106 (28-21, 22-23, 23-33, 27-29) referto | N.J. Nets | MECCA Arena (11.052 spett.) |
| M. Johnson 23 Punti D. Dawkins 32 M. Johnson 8 Assist M.R. Richardson 8 B. Lanier 10 Rimbalzi B. Williams 17 |                 |                                                |           |                             |
| |                 |                                                |           |                             |
| M. Johnson 23                                                                                                | Punti           | D. Dawkins 32                                  |           |                             |
| M. Johnson 8                                                                                                 | Assist          | M.R. Richardson 8                              |           |                             |
| B. Lanier 10                                                                                                 | Rimbalzi        | B. Williams 17                                 |           |                             |

| Milwaukee 1 maggio 1984 Gara 2 | Milwaukee Bucks | 98 – 94 (23-22, 20-16, 24-27, 31-29) referto | N.J. Nets | MECCA Arena (11.052 spett.) |
| S. Moncrief 28 Punti B. Williams 21 M. Johnson , P. Pressey 5 Assist B. Williams , M.R. Richardson 5 S. Moncrief 8 Rimbalzi B. Williams 18 |                 |                                              |           |                             |
| |                 |                                              |           |                             |
| S. Moncrief 28 | Punti           | B. Williams 21                               |           |                             |
| M. Johnson, P. Pressey 5 | Assist          | B. Williams, M.R. Richardson 5               |           |                             |
| S. Moncrief 8 | Rimbalzi        | B. Williams 18                               |           |                             |

| East Rutherford 3 maggio 1984 Gara 3                                                                                                  | N.J. Nets | 93 – 100 (21-26, 20-25, 23-21, 29-28) referto | Milwaukee Bucks | Brendan Byrne Arena (15.868 spett.) |
| D. Dawkins 31 Punti S. Moncrief 27 M.R. Richardson , D. Cook 6 Assist S. Moncrief , M. Johnson 4 B. Williams 14 Rimbalzi A. Lister 12 |           |                                               |                 |                                     |
| |           |                                               |                 |                                     |
| D. Dawkins 31 | Punti     | S. Moncrief 27                                |                 |                                     |
| M.R. Richardson, D. Cook 6 | Assist    | S. Moncrief, M. Johnson 4                     |                 |                                     |
| B. Williams 14 | Rimbalzi  | A. Lister 12                                  |                 |                                     |

| East Rutherford 5 maggio 1984 Gara 4                                                                           | N.J. Nets | 106 – 99 (25-30, 29-34, 17-16, 35-19) referto | Milwaukee Bucks | Brendan Byrne Arena (14.623 spett.) |
| M.R. Richardson 24 Punti S. Moncrief 26 O. Birdsong 7 Assist B. Lanier 7 B. Williams 10 Rimbalzi S. Moncrief 9 |           |                                               |                 |                                     |
| |           |                                               |                 |                                     |
| M.R. Richardson 24                                                                                             | Punti     | S. Moncrief 26                                |                 |                                     |
| O. Birdsong 7                                                                                                  | Assist    | B. Lanier 7                                   |                 |                                     |
| B. Williams 10                                                                                                 | Rimbalzi  | S. Moncrief 9                                 |                 |                                     |

| Milwaukee 8 maggio 1984 Gara 5 | Milwaukee Bucks | 94 – 82 (24-20, 30-20, 18-21, 22-21) referto | N.J. Nets | MECCA Arena (11.052 spett.) |
| M. Johnson 22 Punti D. Dawkins 20 P. Pressey 7 Assist M.R. Richardson 6 B. Lanier , A. Lister 10 Rimbalzi B. Williams , D. Dawkins 8 |                 |                                              |           |                             |
| |                 |                                              |           |                             |
| M. Johnson 22 | Punti           | D. Dawkins 20                                |           |                             |
| P. Pressey 7 | Assist          | M.R. Richardson 6                            |           |                             |
| B. Lanier, A. Lister 10 | Rimbalzi        | B. Williams, D. Dawkins 8                    |           |                             |

| East Rutherford 10 maggio 1984 Gara 6                                                                          | N.J. Nets | 97 – 98 (24-23, 22-20, 21-30, 30-25) referto | Milwaukee Bucks | Brendan Byrne Arena (15.283 spett.) |
| D. Dawkins 29 Punti M. Johnson 25 M.R. Richardson 9 Assist S. Moncrief 7 B. Williams 12 Rimbalzi M. Johnson 13 |           |                                              |                 |                                     |
| |           |                                              |                 |                                     |
| D. Dawkins 29                                                                                                  | Punti     | M. Johnson 25                                |                 |                                     |
| M.R. Richardson 9                                                                                              | Assist    | S. Moncrief 7                                |                 |                                     |
| B. Williams 12                                                                                                 | Rimbalzi  | M. Johnson 13                                |                 |                                     |

PRECEDENTI IN REGULAR SEASON
| Regular Season 1983-84 | Milwaukee Bucks | 4 – 2 | N.J. Nets | Referto 1 - Referto 2 - Referto 3 - Referto 4, Referto 5 - Referto 6 |
| New Jersey Nets 107 Milwaukee Bucks 122 New Jersey Nets 85 Milwaukee Bucks 100 New Jersey Nets 95 Milwaukee Bucks 109 Punti 103 Milwaukee Bucks 107 New Jersey Nets 89 Milwaukee Bucks 106 New Jersey Nets 102 Milwaukee Bucks 92 New Jersey Nets |                 | |           |                                                                      |
| |                 | |           |                                                                      |
| New Jersey Nets 107 Milwaukee Bucks 122 New Jersey Nets 85 Milwaukee Bucks 100 New Jersey Nets 95 Milwaukee Bucks 109 | Punti           | 103 Milwaukee Bucks 107 New Jersey Nets 89 Milwaukee Bucks 106 New Jersey Nets 102 Milwaukee Bucks 92 New Jersey Nets |           |                                                                      |

PRECEDENTI NEI PLAYOFF

Si è trattata della prima sfida tra le due squadre ai playoff.

### Finale

#### (1) Boston Celtics - (2) Milwaukee Bucks
RISULTATO FINALE: 4-1
| Boston 15 maggio 1984 Gara 1                                                                        | Boston Celtics | 119 – 96 (22-17, 32-25, 30-27, 35-27) referto | Milwaukee Bucks | Boston Garden (14.890 spett.) |
| L. Bird 24 Punti M. Johnson 18 G. Henderson 7 Assist M. Johnson 4 K. McHale 7 Rimbalzi B. Lanier 11 |                |                                               |                 |                               |
| |                |                                               |                 |                               |
| L. Bird 24                                                                                          | Punti          | M. Johnson 18                                 |                 |                               |
| G. Henderson 7                                                                                      | Assist         | M. Johnson 4                                  |                 |                               |
| K. McHale 7                                                                                         | Rimbalzi       | B. Lanier 11                                  |                 |                               |

| Boston 17 maggio 1984 Gara 2                                                                                            | Boston Celtics | 125 – 110 (32-21, 35-27, 25-31, 33-31) referto | Milwaukee Bucks | Boston Garden (14.890 spett.) |
| L. Bird 32 Punti M. Johnson 29 L. Bird 7 Assist J. Bridgeman , B. Lanier , L. Romar 4 L. Bird 13 Rimbalzi S. Moncrief 7 |                |                                                |                 |                               |
| |                |                                                |                 |                               |
| L. Bird 32 | Punti          | M. Johnson 29                                  |                 |                               |
| L. Bird 7 | Assist         | J. Bridgeman, B. Lanier, L. Romar 4            |                 |                               |
| L. Bird 13 | Rimbalzi       | S. Moncrief 7                                  |                 |                               |

| Milwaukee 19 maggio 1984 Gara 3                                                                    | Milwaukee Bucks | 100 – 109 (29-27, 34-23, 22-32, 15-27) referto | Boston Celtics | MECCA Arena (11.052 spett.) |
| S. Moncrief 22 Punti L. Bird 28 S. Moncrief 6 Assist L. Bird 6 P. Mokeski 12 Rimbalzi R. Parish 16 |                 |                                                |                |                             |
| |                 |                                                |                |                             |
| S. Moncrief 22                                                                                     | Punti           | L. Bird 28                                     |                |                             |
| S. Moncrief 6                                                                                      | Assist          | L. Bird 6                                      |                |                             |
| P. Mokeski 12                                                                                      | Rimbalzi        | R. Parish 16                                   |                |                             |

| Milwaukee 21 maggio 1984 Gara 4                                                                          | Milwaukee Bucks | 122 – 113 (30-29, 31-17, 29-31, 32-36) referto | Boston Celtics | MECCA Arena (11.052 spett.) |
| P. Pressey 22 Punti L. Bird 32 B. Lanier 8 Assist L. Bird 8 P. Mokeski , A. Lister 9 Rimbalzi L. Bird 10 |                 |                                                |                |                             |
| |                 |                                                |                |                             |
| P. Pressey 22                                                                                            | Punti           | L. Bird 32                                     |                |                             |
| B. Lanier 8                                                                                              | Assist          | L. Bird 8                                      |                |                             |
| P. Mokeski, A. Lister 9                                                                                  | Rimbalzi        | L. Bird 10                                     |                |                             |

| Boston 23 maggio 1984 Gara 5                                                                                          | Boston Celtics | 115 – 108 (34-35, 28-17, 30-27, 23-29) referto | Milwaukee Bucks | Boston Garden (14.890 spett.) |
| L. Bird 21 Punti M. Johnson 24 L. Bird , C. Maxwell Assist P. Pressey 4 L. Bird 13 Rimbalzi S. Moncrief , A. Lister 8 |                |                                                |                 |                               |
| |                |                                                |                 |                               |
| L. Bird 21 | Punti          | M. Johnson 24                                  |                 |                               |
| L. Bird, C. Maxwell                                                                                                   | Assist         | P. Pressey 4                                   |                 |                               |
| L. Bird 13 | Rimbalzi       | S. Moncrief, A. Lister 8                       |                 |                               |

PRECEDENTI IN REGULAR SEASON
| Regular Season 1983-84 | Boston Celtics | 5 – 1 | Milwaukee Bucks | Referto 1 - Referto 2 - Referto 3 - Referto 4, Referto 5 - Referto 6 |
| Boston Celtics 119 Milwaukee Bucks 106 Boston Celtics 109 Milwaukee Bucks 128 Boston Celtics 109 Milwaukee Bucks 95 Punti 105 Milwaukee Bucks 87 Boston Celtics 98 Milwaukee Bucks 129 Boston Celtics (2 t.s.) 99 Milwaukee Bucks 96 Boston Celtics |                | |                 |                                                                      |
| |                | |                 |                                                                      |
| Boston Celtics 119 Milwaukee Bucks 106 Boston Celtics 109 Milwaukee Bucks 128 Boston Celtics 109 Milwaukee Bucks 95 | Punti          | 105 Milwaukee Bucks 87 Boston Celtics 98 Milwaukee Bucks 129 Boston Celtics (2 t.s.) 99 Milwaukee Bucks 96 Boston Celtics |                 |                                                                      |

PRECEDENTI NEI PLAYOFF
|  | Boston Celtics (1974) | 1 – 1 | Milwaukee Bucks (1983) |  |

## Western Conference

### Primo turno

#### (1) Los Angeles Lakers - (8) Kansas City Kings
RISULTATO FINALE: 3-0
| Inglewood 18 aprile 1984 Gara 1 | L.A. Lakers | 116 – 105 (30-26, 27-18, 32-20, 27-41) referto | K.C. Kings | The Forum (13.918 spett.) |
| M. Johnson 26 Punti E. Johnson 25 M. Johnson 11 Assist L. Drew 7 K. Abdul-Jabbar , M. Johnson , J. Worthy 7 Rimbalzi L. Thompson 7 |             |                                                |            |                           |
| |             |                                                |            |                           |
| M. Johnson 26 | Punti       | E. Johnson 25                                  |            |                           |
| M. Johnson 11 | Assist      | L. Drew 7                                      |            |                           |
| K. Abdul-Jabbar, M. Johnson, J. Worthy 7                                                                                           | Rimbalzi    | L. Thompson 7                                  |            |                           |

| Inglewood 20 aprile 1984 Gara 2                                                                                    | L.A. Lakers | 109 – 102 (30-23, 26-18, 25-32, 28-29) referto | K.C. Kings | The Forum (14.986 spett.) |
| K. Abdul-Jabbar 26 Punti L. Thompson 23 M. Johnson 11 Assist R. Theus 6 K. Abdul-Jabbar 11 Rimbalzi L. Thompson 14 |             |                                                |            |                           |
| |             |                                                |            |                           |
| K. Abdul-Jabbar 26                                                                                                 | Punti       | L. Thompson 23                                 |            |                           |
| M. Johnson 11 | Assist      | R. Theus 6                                     |            |                           |
| K. Abdul-Jabbar 11                                                                                                 | Rimbalzi    | L. Thompson 14                                 |            |                           |

| Kansas City (Missouri) 22 aprile 1984 Gara 3                                                                                        | K.C. Kings | 102 – 108 (24-35, 19-24, 29-25, 30-24) referto | L.A. Lakers | Kemper Arena (7.261 spett.) |
| R. Theus , M. Woodson 22 Punti K. Abdul-Jabbar 23 R. Theus 7 Assist M. Johnson 13 L. Micheaux 10 Rimbalzi M. Johnson , J. Worthy 10 |            |                                                |             |                             |
| |            |                                                |             |                             |
| R. Theus, M. Woodson 22 | Punti      | K. Abdul-Jabbar 23                             |             |                             |
| R. Theus 7 | Assist     | M. Johnson 13                                  |             |                             |
| L. Micheaux 10 | Rimbalzi   | M. Johnson, J. Worthy 10                       |             |                             |

PRECEDENTI IN REGULAR SEASON
| Regular Season 1983-84 | L.A. Lakers | 5 – 0 | K.C. Kings | Referto 1 - Referto 2 - Referto 3 - Referto 4, Referto 5 |
| Kansas City Kings 107 Los Angeles Lakers 129 Kansas City Kings 89 Kansas City Kings 116 Los Angeles Lakers 112 Punti 117 Los Angeles Lakers 106 Kansas City Kings 95 Los Angeles Lakers 123 Los Angeles Lakers 97 Kansas City Kings |             | |            |                                                          |
| |             | |            |                                                          |
| Kansas City Kings 107 Los Angeles Lakers 129 Kansas City Kings 89 Kansas City Kings 116 Los Angeles Lakers 112 | Punti       | 117 Los Angeles Lakers 106 Kansas City Kings 95 Los Angeles Lakers 123 Los Angeles Lakers 97 Kansas City Kings |            |                                                          |

PRECEDENTI NEI PLAYOFF
|  | L.A. Lakers (1949, 1952, 1954, 1954, 1955) | 5 – 1 | K.C. Kings (1951) |  |

#### (2) Utah Jazz - (7) Denver Nuggets
RISULTATO FINALE: 3-2
| Salt Lake City 17 aprile 1984 Gara 1                                                                    | Utah Jazz | 123 – 121 (29-27, 28-28, 41-28, 25-38) referto | Denver Nuggets | Salt Palace (10.255 spett.) |
| A. Dantley 30 Punti K. Vandeweghe 33 R. Green 12 Assist R. Williams 8 A. Dantley 9 Rimbalzi D. Issel 10 |           |                                                |                |                             |
| |           |                                                |                |                             |
| A. Dantley 30                                                                                           | Punti     | K. Vandeweghe 33                               |                |                             |
| R. Green 12                                                                                             | Assist    | R. Williams 8                                  |                |                             |
| A. Dantley 9                                                                                            | Rimbalzi  | D. Issel 10                                    |                |                             |

| Salt Lake City 19 aprile 1984 Gara 2                                                                             | Utah Jazz | 116 – 132 (29-38, 32-32, 26-32, 29-30) referto | Denver Nuggets | Salt Palace (12.413 spett.) |
| A. Dantley 27 Punti D. Issel 33 R. Green 6 Assist R. Williams 5 A. Dantley , J. Wilkins 6 Rimbalzi T. R. Dunn 10 |           |                                                |                |                             |
| |           |                                                |                |                             |
| A. Dantley 27 | Punti     | D. Issel 33                                    |                |                             |
| R. Green 6 | Assist    | R. Williams 5                                  |                |                             |
| A. Dantley, J. Wilkins 6                                                                                         | Rimbalzi  | T. R. Dunn 10                                  |                |                             |

| Denver 22 aprile 1984 Gara 3                                                                          | Denver Nuggets | 121 – 117 (25-36, 35-28, 30-24, 31-29) referto | Utah Jazz | McNichols Sports Arena (14.681 spett.) |
| A. English 29 Punti A. Dantley 29 A. English 6 Assist R. Green 12 T. R. Dunn 10 Rimbalzi T. Bailey 11 |                |                                                |           |                                        |
| |                |                                                |           |                                        |
| A. English 29                                                                                         | Punti          | A. Dantley 29                                  |           |                                        |
| A. English 6                                                                                          | Assist         | R. Green 12                                    |           |                                        |
| T. R. Dunn 10                                                                                         | Rimbalzi       | T. Bailey 11                                   |           |                                        |

| Denver 24 aprile 1984 Gara 4                                                                         | Denver Nuggets | 124 – 129 (34-35, 37-36, 29-26, 24-32) referto | Utah Jazz | McNichols Sports Arena (16.108 spett.) |
| D. Issel 32 Punti A. Dantley 39 A. English 6 Assist A. Dantley 7 A. English 10 Rimbalzi A. Dantley 8 |                |                                                |           |                                        |
| |                |                                                |           |                                        |
| D. Issel 32                                                                                          | Punti          | A. Dantley 39                                  |           |                                        |
| A. English 6                                                                                         | Assist         | A. Dantley 7                                   |           |                                        |
| A. English 10                                                                                        | Rimbalzi       | A. Dantley 8                                   |           |                                        |

| Salt Lake City 26 aprile 1984 Gara 5                                                                 | Utah Jazz | 127 – 111 (41-27, 31-31, 31-29, 34-24) referto | Denver Nuggets | Salt Palace (12.731 spett.) |
| A. Dantley 30 Punti D. Issel 25 R. Green 16 Assist A. English 9 A. Dantley 12 Rimbalzi A. English 11 |           |                                                |                |                             |
| |           |                                                |                |                             |
| A. Dantley 30                                                                                        | Punti     | D. Issel 25                                    |                |                             |
| R. Green 16                                                                                          | Assist    | A. English 9                                   |                |                             |
| A. Dantley 12                                                                                        | Rimbalzi  | A. English 11                                  |                |                             |

PRECEDENTI IN REGULAR SEASON
| Regular Season 1983-84 | Utah Jazz | 3 – 3                                                                                              | Denver Nuggets | Referto 1 - Referto 2 - Referto 3 - Referto 4, Referto 5 - Referto 6 |
| Denver Nuggets 139 Utah Jazz 126 Utah Jazz 118 Denver Nuggets 135 Denver Nuggets 131 Utah Jazz 135 Punti 125 Utah Jazz 124 Denver Nuggets 116 Denver Nuggets 130 Utah Jazz 122 Utah Jazz 120 Denver Nuggets |           | |                |                                                                      |
| |           | |                |                                                                      |
| Denver Nuggets 139 Utah Jazz 126 Utah Jazz 118 Denver Nuggets 135 Denver Nuggets 131 Utah Jazz 135 | Punti     | 125 Utah Jazz 124 Denver Nuggets 116 Denver Nuggets 130 Utah Jazz 122 Utah Jazz 120 Denver Nuggets |                |                                                                      |

PRECEDENTI NEI PLAYOFF

Si è trattata della prima sfida tra le due squadre ai playoff.
PRECEDENTI NEI PLAYOFF ABA
|  | Utah Stars (1970) | 1 – 1 | Denver Nuggets (1975) |  |

#### (3) Portland Trail Blazers - (6) Phoenix Suns
RISULTATO FINALE: 2-3
| Portland 18 aprile 1984 Gara 1                                                                               | Portland T. Blazers | 106 – 113 (28-31, 30-27, 26-29, 22-26) referto | Phoenix Suns | Memorial Coliseum (12.666 spett.) |
| K. Carr 24 Punti J. Edwards 23 M. Thompson , D. Valentine 6 Assist W. Davis 13 C. Natt 9 Rimbalzi L. Nance 9 |                     |                                                |              |                                   |
| |                     |                                                |              |                                   |
| K. Carr 24                                                                                                   | Punti               | J. Edwards 23                                  |              |                                   |
| M. Thompson, D. Valentine 6                                                                                  | Assist              | W. Davis 13                                    |              |                                   |
| C. Natt 9 | Rimbalzi            | L. Nance 9                                     |              |                                   |

| Portland 20 aprile 1984 Gara 2                                                                                | Portland T. Blazers | 122 – 116 (34-37, 30-21, 39-25, 19-33) referto | Phoenix Suns | Memorial Coliseum (12.666 spett.) |
| J. Paxson 27 Punti W. Davis 25 D. Valentine 8 Assist A. Adams 5 M. Thompson 13 Rimbalzi W. Davis , M. Lucas 5 |                     |                                                |              |                                   |
| |                     |                                                |              |                                   |
| J. Paxson 27                                                                                                  | Punti               | W. Davis 25                                    |              |                                   |
| D. Valentine 8                                                                                                | Assist              | A. Adams 5                                     |              |                                   |
| M. Thompson 13                                                                                                | Rimbalzi            | W. Davis, M. Lucas 5                           |              |                                   |

| Phoenix 22 aprile 1984 Gara 3                                                                                                | Phoenix Suns | 106 – 103 (27-22, 26-32, 20-26, 33-23) referto | Portland T. Blazers | Arizona Veterans Memorial Coliseum (11.531 spett.) |
| W. Davis 27 Punti D. Valentine 29 W. Davis 10 Assist D. Valentine 10 M. Lucas , L. Nance 10 Rimbalzi K. Carr , M. Thompson 8 |              |                                                |                     |                                                    |
| |              |                                                |                     |                                                    |
| W. Davis 27 | Punti        | D. Valentine 29                                |                     |                                                    |
| W. Davis 10 | Assist       | D. Valentine 10                                |                     |                                                    |
| M. Lucas, L. Nance 10 | Rimbalzi     | K. Carr, M. Thompson 8                         |                     |                                                    |

| Phoenix 24 aprile 1984 Gara 4                                                                           | Phoenix Suns | 110 – 113 (26-32, 26-24, 32-29, 26-28) referto | Portland T. Blazers | Arizona Veterans Memorial Coliseum (14.660 spett.) |
| W. Davis 29 Punti C. Natt 30 W. Davis , K. Macy 7 Assist D. Valentine 13 M. Lucas 10 Rimbalzi C. Natt 8 |              |                                                |                     |                                                    |
| |              |                                                |                     |                                                    |
| W. Davis 29                                                                                             | Punti        | C. Natt 30                                     |                     |                                                    |
| W. Davis, K. Macy 7                                                                                     | Assist       | D. Valentine 13                                |                     |                                                    |
| M. Lucas 10                                                                                             | Rimbalzi     | C. Natt 8                                      |                     |                                                    |

| Portland 26 aprile 1984 Gara 5                                                                                | Portland T. Blazers | 105 – 117 (25-35, 33-23, 17-25, 30-34) referto | Phoenix Suns | Memorial Coliseum (12.666 spett.) |
| J. Paxson 24 Punti W. Davis 29 D. Valentine 5 Assist W. Davis 10 C. Drexler , C. Natt 10 Rimbalzi M. Lucas 12 |                     |                                                |              |                                   |
| |                     |                                                |              |                                   |
| J. Paxson 24                                                                                                  | Punti               | W. Davis 29                                    |              |                                   |
| D. Valentine 5                                                                                                | Assist              | W. Davis 10                                    |              |                                   |
| C. Drexler, C. Natt 10                                                                                        | Rimbalzi            | M. Lucas 12                                    |              |                                   |

PRECEDENTI IN REGULAR SEASON
| Regular Season 1983-84 | Portland T. Blazers | 4 – 2 | Phoenix Suns | Referto 1 - Referto 2 - Referto 3 - Referto 4, Referto 5 - Referto 6 |
| Portland Trail Blazers 122 Phoenix Suns 112 Phoenix Suns 109 Portland Trail Blazers 97 Portland Trail Blazers 124 Phoenix Suns 100 Punti 96 Phoenix Suns 116 Portland Trail Blazers 106 Portland Trail Blazers 82 Phoenix Suns 98 Phoenix Suns 88 Portland Trail Blazers |                     | |              |                                                                      |
| |                     | |              |                                                                      |
| Portland Trail Blazers 122 Phoenix Suns 112 Phoenix Suns 109 Portland Trail Blazers 97 Portland Trail Blazers 124 Phoenix Suns 100 | Punti               | 96 Phoenix Suns 116 Portland Trail Blazers 106 Portland Trail Blazers 82 Phoenix Suns 98 Phoenix Suns 88 Portland Trail Blazers |              |                                                                      |

PRECEDENTI NEI PLAYOFF
|  | Portland T. Blazers | 0 – 1 | Phoenix Suns (1979) |  |

#### (4) Dallas Mavericks - (5) Seattle SuperSonics
RISULTATO FINALE: 3-2
| Dallas 17 aprile 1984 Gara 1                                                                           | Dallas Mavericks | 88 – 86 (23-33, 20-18, 26-21, 19-14) referto | Seattle S.Sonics | Reunion Arena (17.007 spett.) |
| M. Aguirre 20 Punti G. Williams 37 B. Davis 10 Assist G. Williams 8 M. Aguirre 11 Rimbalzi D. Vranes 8 |                  |                                              |                  |                               |
| |                  |                                              |                  |                               |
| M. Aguirre 20                                                                                          | Punti            | G. Williams 37                               |                  |                               |
| B. Davis 10                                                                                            | Assist           | G. Williams 8                                |                  |                               |
| M. Aguirre 11                                                                                          | Rimbalzi         | D. Vranes 8                                  |                  |                               |

| Dallas 19 aprile 1984 Gara 2                                                                               | Dallas Mavericks | 92 – 95 (21-27, 26-29, 22-20, 23-19) referto | Seattle S.Sonics | Reunion Arena (17.007 spett.) |
| R. Blackman 28 Punti T. Chambers 30 R. Blackman 7 Assist G. Williams 11 M. Aguirre 17 Rimbalzi J. Sikma 10 |                  |                                              |                  |                               |
| |                  |                                              |                  |                               |
| R. Blackman 28                                                                                             | Punti            | T. Chambers 30                               |                  |                               |
| R. Blackman 7                                                                                              | Assist           | G. Williams 11                               |                  |                               |
| M. Aguirre 17                                                                                              | Rimbalzi         | J. Sikma 10                                  |                  |                               |

| Seattle 21 aprile 1984 Gara 3                                                                           | Seattle S.Sonics | 104 – 94 (24-25, 28-32, 31-16, 21-21) referto | Dallas Mavericks | Seattle Center Coliseum (10.229 spett.) |
| J. Sikma 23 Punti R. Blackman 27 G. Williams 15 Assist R. Blackman 5 J. Sikma 17 Rimbalzi J. Vincent 10 |                  |                                               |                  |                                         |
| |                  |                                               |                  |                                         |
| J. Sikma 23                                                                                             | Punti            | R. Blackman 27                                |                  |                                         |
| G. Williams 15                                                                                          | Assist           | R. Blackman 5                                 |                  |                                         |
| J. Sikma 17                                                                                             | Rimbalzi         | J. Vincent 10                                 |                  |                                         |

| Seattle 24 aprile 1984 Gara 4                                                                                   | Seattle S.Sonics | 96 – 107 (20-27, 23-22, 22-30, 31-28) referto | Dallas Mavericks | Kingdome (11.893 spett.) |
| J. Sikma 27 Punti M. Aguirre 29 G. Williams 9 Assist B. Davis 8 J. Sikma 14 Rimbalzi M. Aguirre , J. Vincent 11 |                  |                                               |                  |                          |
| |                  |                                               |                  |                          |
| J. Sikma 27 | Punti            | M. Aguirre 29                                 |                  |                          |
| G. Williams 9                                                                                                   | Assist           | B. Davis 8                                    |                  |                          |
| J. Sikma 14 | Rimbalzi         | M. Aguirre, J. Vincent 11                     |                  |                          |

| University Park 26 aprile 1984 Gara 5                                                                       | Dallas Mavericks | 105 – 104 (d.1t.s.) (26-22, 23-27, 23-22, 23-24) (10-9) referto | Seattle S.Sonics | Moody Coliseum (9.007 spett.) |
| R. Blackman 29 Punti G. Williams 27 R. Blackman 8 Assist G. Williams 14 J. Vincent 10 Rimbalzi D. Vranes 11 |                  |                                                                 |                  |                               |
| |                  |                                                                 |                  |                               |
| R. Blackman 29                                                                                              | Punti            | G. Williams 27                                                  |                  |                               |
| R. Blackman 8                                                                                               | Assist           | G. Williams 14                                                  |                  |                               |
| J. Vincent 10                                                                                               | Rimbalzi         | D. Vranes 11                                                    |                  |                               |

PRECEDENTI IN REGULAR SEASON
| Regular Season 1983-84 | Dallas Mavericks | 1 – 4 | Seattle S.Sonics | Referto 1 - Referto 2 - Referto 3 - Referto 4, Referto 5 |
| Seattle SuperSonics 132 Dallas Mavericks 105 Seattle SuperSonics 114 Seattle SuperSonics 104 Dallas Mavericks 124 Punti 124 Dallas Mavericks 102 Seattle SuperSonics 107 Dallas Mavericks 96 Dallas Mavericks 127 Seattle SuperSonics (2 t.s.) |                  | |                  |                                                          |
| |                  | |                  |                                                          |
| Seattle SuperSonics 132 Dallas Mavericks 105 Seattle SuperSonics 114 Seattle SuperSonics 104 Dallas Mavericks 124 | Punti            | 124 Dallas Mavericks 102 Seattle SuperSonics 107 Dallas Mavericks 96 Dallas Mavericks 127 Seattle SuperSonics (2 t.s.) |                  |                                                          |

PRECEDENTI NEI PLAYOFF

Si è trattata della prima sfida tra le due squadre ai playoff.

### Semifinali

#### (1) Los Angeles Lakers - (4) Dallas Mavericks
RISULTATO FINALE: 4-1
| Inglewood 28 aprile 1984 Gara 1                                                                                 | L.A. Lakers | 134 – 91 (36-21, 32-17, 31-28, 35-25) referto | Dallas Mavericks | The Forum (13.512 spett.) |
| M. McGee 25 Punti M. Aguirre 16 M. Johnson 11 Assist B. Davis , E. Turner 4 K. Rambis 8 Rimbalzi K. Nimphius 10 |             |                                               |                  |                           |
| |             |                                               |                  |                           |
| M. McGee 25 | Punti       | M. Aguirre 16                                 |                  |                           |
| M. Johnson 11                                                                                                   | Assist      | B. Davis, E. Turner 4                         |                  |                           |
| K. Rambis 8 | Rimbalzi    | K. Nimphius 10                                |                  |                           |

| Inglewood 1 maggio 1984 Gara 2                                                                              | L.A. Lakers | 117 – 101 (30-24, 25-26, 35-22, 27-29) referto | Dallas Mavericks | The Forum (15.298 spett.) |
| M. Johnson 27 Punti R. Blackman 27 M. Johnson 11 Assist M. Aguirre 5 K. Abdul-Jabbar 10 Rimbalzi D. Ellis 8 |             |                                                |                  |                           |
| |             |                                                |                  |                           |
| M. Johnson 27                                                                                               | Punti       | R. Blackman 27                                 |                  |                           |
| M. Johnson 11                                                                                               | Assist      | M. Aguirre 5                                   |                  |                           |
| K. Abdul-Jabbar 10                                                                                          | Rimbalzi    | D. Ellis 8                                     |                  |                           |

| Dallas 4 maggio 1984 Gara 3                                                                                        | Dallas Mavericks | 125 – 115 (35-30, 33-23, 32-36, 25-26) referto | L.A. Lakers | Reunion Arena (17.007 spett.) |
| R. Blackman 31 Punti M. Johnson 24 B. Davis , D. Harper 6 Assist M. Johnson 14 P. Cummings 14 Rimbalzi B. McAdoo 8 |                  |                                                |             |                               |
| |                  |                                                |             |                               |
| R. Blackman 31 | Punti            | M. Johnson 24                                  |             |                               |
| B. Davis, D. Harper 6                                                                                              | Assist           | M. Johnson 14                                  |             |                               |
| P. Cummings 14 | Rimbalzi         | B. McAdoo 8                                    |             |                               |

| Dallas 6 maggio 1984 Gara 4 | Dallas Mavericks | 115 – 122 (d.1t.s.) (30-34, 23-27, 26-29, 29-18) (7-14) referto | L.A. Lakers | Reunion Arena (17.007 spett.) |
| M. Aguirre 34 Punti K. Abdul-Jabbar 33 M. Aguirre , R. Blackman 6 Assist M. Johnson 16 M. Aguirre , J. Vincent 7 Rimbalzi K. Abdul-Jabbar , M. Johnson 11 |                  |                                                                 |             |                               |
| |                  |                                                                 |             |                               |
| M. Aguirre 34 | Punti            | K. Abdul-Jabbar 33                                              |             |                               |
| M. Aguirre, R. Blackman 6 | Assist           | M. Johnson 16                                                   |             |                               |
| M. Aguirre, J. Vincent 7 | Rimbalzi         | K. Abdul-Jabbar, M. Johnson 11                                  |             |                               |

| Inglewood 8 maggio 1984 Gara 5                                                                                                   | L.A. Lakers | 115 – 99 (33-19, 29-25, 39-25, 14-30) referto | Dallas Mavericks | The Forum (16.644 spett.) |
| M. McGee 27 Punti R. Blackman 25 M. Johnson 15 Assist B. Davis 6 K. Abdul-Jabbar , M. Johnson , K. Rambis 6 Rimbalzi D. Ellis 10 |             |                                               |                  |                           |
| |             |                                               |                  |                           |
| M. McGee 27 | Punti       | R. Blackman 25                                |                  |                           |
| M. Johnson 15 | Assist      | B. Davis 6                                    |                  |                           |
| K. Abdul-Jabbar, M. Johnson, K. Rambis 6                                                                                         | Rimbalzi    | D. Ellis 10                                   |                  |                           |

PRECEDENTI IN REGULAR SEASON
| Regular Season 1983-84 | L.A. Lakers | 2 – 3 | Dallas Mavericks | Referto 1 - Referto 2 - Referto 3 - Referto 4, Referto 5 |
| Dallas Mavericks 107 Los Angeles Lakers 120 Los Angeles Lakers 118 Dallas Mavericks 120 Los Angeles Lakers 103 Punti 102 Los Angeles Lakers 106 Dallas Mavericks 133 Dallas Mavericks 121 Los Angeles Lakers (2 t.s.) 104 Dallas Mavericks |             | |                  |                                                          |
| |             | |                  |                                                          |
| Dallas Mavericks 107 Los Angeles Lakers 120 Los Angeles Lakers 118 Dallas Mavericks 120 Los Angeles Lakers 103 | Punti       | 102 Los Angeles Lakers 106 Dallas Mavericks 133 Dallas Mavericks 121 Los Angeles Lakers (2 t.s.) 104 Dallas Mavericks |                  |                                                          |

PRECEDENTI NEI PLAYOFF

Si è trattata della prima sfida tra le due squadre ai playoff.

#### (2) Utah Jazz - (6) Phoenix Suns
RISULTATO FINALE: 2-4
| Salt Lake City 29 aprile 1984 Gara 1                                                             | Utah Jazz | 105 – 95 (29-21, 30-30, 27-21, 19-23) referto | Phoenix Suns | Salt Palace (12.403 spett.) |
| A. Dantley 36 Punti W. Davis 21 R. Green 16 Assist W. Davis 7 T. Bailey 13 Rimbalzi J. Edwards 8 |           |                                               |              |                             |
|                                                                                                  |           |                                               |              |                             |
| A. Dantley 36                                                                                    | Punti     | W. Davis 21                                   |              |                             |
| R. Green 16                                                                                      | Assist    | W. Davis 7                                    |              |                             |
| T. Bailey 13                                                                                     | Rimbalzi  | J. Edwards 8                                  |              |                             |

| Salt Lake City 2 maggio 1984 Gara 2                                                         | Utah Jazz | 97 – 102 (30-25, 26-35, 17-20, 24-22) referto | Phoenix Suns | Salt Palace (12.689 spett.) |
| A. Dantley 26 Punti W. Davis 28 R. Green 6 Assist K. Macy 7 M. Eaton 9 Rimbalzi M. Lucas 15 |           |                                               |              |                             |
|                                                                                             |           |                                               |              |                             |
| A. Dantley 26                                                                               | Punti     | W. Davis 28                                   |              |                             |
| R. Green 6                                                                                  | Assist    | K. Macy 7                                     |              |                             |
| M. Eaton 9                                                                                  | Rimbalzi  | M. Lucas 15                                   |              |                             |

| Phoenix 4 maggio 1984 Gara 3                                                                 | Phoenix Suns | 106 – 94 (26-21, 30-25, 33-18, 17-30) referto | Utah Jazz | Arizona Veterans Memorial Coliseum (14.660 spett.) |
| W. Davis 30 Punti A. Dantley 31 K. Macy 7 Assist R. Green 4 M. Lucas 14 Rimbalzi M. Eaton 11 |              |                                               |           |                                                    |
|                                                                                              |              |                                               |           |                                                    |
| W. Davis 30                                                                                  | Punti        | A. Dantley 31                                 |           |                                                    |
| K. Macy 7                                                                                    | Assist       | R. Green 4                                    |           |                                                    |
| M. Lucas 14                                                                                  | Rimbalzi     | M. Eaton 11                                   |           |                                                    |

| Phoenix 6 maggio 1984 Gara 4                                                                     | Phoenix Suns | 111 – 110 (d.1t.s.) (33-29, 22-22, 22-25, 26-27) (8-7) referto | Utah Jazz | Arizona Veterans Memorial Coliseum (14.660 spett.) |
| W. Davis 32 Punti A. Dantley 37 M. Lucas 6 Assist D. Griffith 8 A. Adams 15 Rimbalzi M. Eaton 12 |              |                                                                |           |                                                    |
|                                                                                                  |              |                                                                |           |                                                    |
| W. Davis 32                                                                                      | Punti        | A. Dantley 37                                                  |           |                                                    |
| M. Lucas 6                                                                                       | Assist       | D. Griffith 8                                                  |           |                                                    |
| A. Adams 15                                                                                      | Rimbalzi     | M. Eaton 12                                                    |           |                                                    |

| Salt Lake City 8 maggio 1984 Gara 5                                                                         | Utah Jazz | 118 – 106 (35-21, 35-29, 22-30, 26-26) referto | Phoenix Suns | Salt Palace (12.560 spett.) |
| A. Dantley 46 Punti M. Lucas 19 R. Green 14 Assist K. Macy , P. Westphal 6 M. Eaton 11 Rimbalzi M. Lucas 12 |           |                                                |              |                             |
| |           |                                                |              |                             |
| A. Dantley 46                                                                                               | Punti     | M. Lucas 19                                    |              |                             |
| R. Green 14                                                                                                 | Assist    | K. Macy, P. Westphal 6                         |              |                             |
| M. Eaton 11                                                                                                 | Rimbalzi  | M. Lucas 12                                    |              |                             |

| Phoenix 10 maggio 1984 Gara 6                                                                          | Phoenix Suns | 102 – 82 (27-16, 27-25, 26-24, 22-17) referto | Utah Jazz | Arizona Veterans Memorial Coliseum (14.660 spett.) |
| W. Davis 21 Punti A. Dantley 23 W. Davis , K. Macy 6 Assist R. Green 6 L. Nance 9 Rimbalzi M. Eaton 10 |              |                                               |           |                                                    |
| |              |                                               |           |                                                    |
| W. Davis 21                                                                                            | Punti        | A. Dantley 23                                 |           |                                                    |
| W. Davis, K. Macy 6                                                                                    | Assist       | R. Green 6                                    |           |                                                    |
| L. Nance 9                                                                                             | Rimbalzi     | M. Eaton 10                                   |           |                                                    |

PRECEDENTI IN REGULAR SEASON
| Regular Season 1983-84 | Utah Jazz | 4 – 1                                                                        | Phoenix Suns | Referto 1 - Referto 2 - Referto 3 - Referto 4, Referto 5 |
| Utah Jazz 114 Phoenix Suns 113 Utah Jazz 107 Utah Jazz 116 Phoenix Suns 113 Punti 110 Phoenix Suns 116 Utah Jazz 98 Phoenix Suns 95 Phoenix Suns 100 Utah Jazz |           |                                                                              |              |                                                          |
| |           |                                                                              |              |                                                          |
| Utah Jazz 114 Phoenix Suns 113 Utah Jazz 107 Utah Jazz 116 Phoenix Suns 113                                                                                    | Punti     | 110 Phoenix Suns 116 Utah Jazz 98 Phoenix Suns 95 Phoenix Suns 100 Utah Jazz |              |                                                          |

PRECEDENTI NEI PLAYOFF

Si è trattata della prima sfida tra le due squadre ai playoff.

### Finale

#### (1) Los Angeles Lakers - (6) Phoenix Suns
RISULTATO FINALE: 4-2
| Inglewood 12 maggio 1984 Gara 1                                                                       | L.A. Lakers | 110 – 94 (29-32, 28-20, 21-16, 32-26) referto | Phoenix Suns | The Forum (12.825 spett.) |
| B. McAdoo 20 Punti W. Davis 24 M. Cooper 10 Assist K. Macy 10 K. Abdul-Jabbar 10 Rimbalzi L. Nance 15 |             |                                               |              |                           |
| |             |                                               |              |                           |
| B. McAdoo 20                                                                                          | Punti       | W. Davis 24                                   |              |                           |
| M. Cooper 10                                                                                          | Assist      | K. Macy 10                                    |              |                           |
| K. Abdul-Jabbar 10                                                                                    | Rimbalzi    | L. Nance 15                                   |              |                           |

| Inglewood 15 maggio 1984 Gara 2                                                                             | L.A. Lakers | 118 – 102 (26-28, 30-18, 31-30, 31-26) referto | Phoenix Suns | The Forum (16.578 spett.) |
| K. Abdul-Jabbar 21 Punti L. Nance 29 M. Johnson 24 Assist W. Davis 8 K. Abdul-Jabbar 10 Rimbalzi L. Nance 9 |             |                                                |              |                           |
| |             |                                                |              |                           |
| K. Abdul-Jabbar 21                                                                                          | Punti       | L. Nance 29                                    |              |                           |
| M. Johnson 24                                                                                               | Assist      | W. Davis 8                                     |              |                           |
| K. Abdul-Jabbar 10                                                                                          | Rimbalzi    | L. Nance 9                                     |              |                           |

| Phoenix 18 maggio 1984 Gara 3 | Phoenix Suns | 135 – 127 (42-31, 20-33, 29-27, 28-28) referto | L.A. Lakers | Arizona Veterans Memorial Coliseum (14.660 spett.) |
| W. Davis 34 Punti K. Abdul-Jabbar 31 K. Macy 6 Assist M. Johnson 13 M. Lucas 17 Rimbalzi K. Abdul-Jabbar , M. Johnson , J. Worthy 8 |              |                                                |             |                                                    |
| |              |                                                |             |                                                    |
| W. Davis 34 | Punti        | K. Abdul-Jabbar 31                             |             |                                                    |
| K. Macy 6 | Assist       | M. Johnson 13                                  |             |                                                    |
| M. Lucas 17 | Rimbalzi     | K. Abdul-Jabbar, M. Johnson, J. Worthy 8       |             |                                                    |

| Phoenix 20 maggio 1984 Gara 4 | Phoenix Suns | 115 – 126 (36-37, 22-32, 29-30, 28-27) referto | L.A. Lakers | Arizona Veterans Memorial Coliseum (14.660 spett.) |
| L. Nance 27 Punti K. Abdul-Jabbar 31 W. Davis 7 Assist M. Johnson 15 M. Lucas 10 Rimbalzi K. Abdul-Jabbar , K. Rambis , J. Worthy 7 |              |                                                |             |                                                    |
| |              |                                                |             |                                                    |
| L. Nance 27 | Punti        | K. Abdul-Jabbar 31                             |             |                                                    |
| W. Davis 7 | Assist       | M. Johnson 15                                  |             |                                                    |
| M. Lucas 10 | Rimbalzi     | K. Abdul-Jabbar, K. Rambis, J. Worthy 7        |             |                                                    |

| Inglewood 23 maggio 1984 Gara 5                                                                       | L.A. Lakers | 121 – 126 (31-33, 30-38, 26-29, 34-26) referto | Phoenix Suns | The Forum (16.848 spett.) |
| K. Abdul-Jabbar 28 Punti W. Davis 27 M. Johnson 13 Assist K. Macy 12 B. McAdoo 8 Rimbalzi L. Nance 13 |             |                                                |              |                           |
| |             |                                                |              |                           |
| K. Abdul-Jabbar 28                                                                                    | Punti       | W. Davis 27                                    |              |                           |
| M. Johnson 13                                                                                         | Assist      | K. Macy 12                                     |              |                           |
| B. McAdoo 8                                                                                           | Rimbalzi    | L. Nance 13                                    |              |                           |

| Phoenix 25 maggio 1984 Gara 6                                                                    | Phoenix Suns | 97 – 99 (25-26, 30-22, 23-29, 19-22) referto | L.A. Lakers | Arizona Veterans Memorial Coliseum (14.660 spett.) |
| W. Davis 26 Punti J. Worthy 22 K. Macy 8 Assist M. Johnson 13 M. Lucas 13 Rimbalzi M. Johnson 11 |              |                                              |             |                                                    |
|                                                                                                  |              |                                              |             |                                                    |
| W. Davis 26                                                                                      | Punti        | J. Worthy 22                                 |             |                                                    |
| K. Macy 8                                                                                        | Assist       | M. Johnson 13                                |             |                                                    |
| M. Lucas 13                                                                                      | Rimbalzi     | M. Johnson 11                                |             |                                                    |

PRECEDENTI IN REGULAR SEASON
| Regular Season 1983-84 | L.A. Lakers | 3 – 3 | Phoenix Suns | Referto 1 - Referto 2 - Referto 3 - Referto 4, Referto 5 - Referto 6 |
| Los Angeles Lakers 119 Phoenix Suns 114 Phoenix Suns 138 Los Angeles Lakers 116 Phoenix Suns 97 Los Angeles Lakers 114 Punti 105 Phoenix Suns 104 Los Angeles Lakers 123 Los Angeles Lakers 110 Phoenix Suns 119 Los Angeles Lakers 123 Phoenix Suns |             | |              |                                                                      |
| |             | |              |                                                                      |
| Los Angeles Lakers 119 Phoenix Suns 114 Phoenix Suns 138 Los Angeles Lakers 116 Phoenix Suns 97 Los Angeles Lakers 114 | Punti       | 105 Phoenix Suns 104 Los Angeles Lakers 123 Los Angeles Lakers 110 Phoenix Suns 119 Los Angeles Lakers 123 Phoenix Suns |              |                                                                      |

PRECEDENTI NEI PLAYOFF
|  | L.A. Lakers (1970, 1980, 1982) | 3 – 0 | Phoenix Suns |  |

## NBA Finals 1984

### Boston Celtics - Los Angeles Lakers
RISULTATO FINALE
|  | Boston Celtics | 4 – 3 | L.A. Lakers |  |

PRECEDENTI IN REGULAR SEASON
| Regular Season 1983-84                                                                    | Boston Celtics | 0 – 2                                     | L.A. Lakers | Referto 1 - Referto 2 |
| Boston Celtics 109 Los Angeles Lakers 116 Punti 111 Los Angeles Lakers 108 Boston Celtics |                |                                           |             |                       |
|                                                                                           |                |                                           |             |                       |
| Boston Celtics 109 Los Angeles Lakers 116                                                 | Punti          | 111 Los Angeles Lakers 108 Boston Celtics |             |                       |

PRECEDENTI NEI PLAYOFF
|  | Boston Celtics (1959, 1962, 1963, 1965, 1966, 1968, 1969) | 7 – 0 | L.A. Lakers |  |

#### Roster
| \| Pos. \| Num. \| Naz. \| Nome \| Altezza \| Peso \| Data nascita \| Provenienza \| \| ---- \| ---- \| ---- \| ----------------- \| ------- \| ------ \| ------------ \| --------------------- \| \| G/AP \| 44 \| \| Ainge, Danny \| 193 cm \| 79 kg \| 17-03-1959 \| Brigham Young \| \| A \| 33 \| \| Bird, Larry \| 206 cm \| 100 kg \| 07-12-1956 \| Indiana State \| \| G \| 28 \| \| Buckner, Quinn \| 191 cm \| 86 kg \| 20-08-1954 \| Indiana \| \| G/AP \| 30 \| \| Carr, M.L. \| 198 cm \| 93 kg \| 09-01-1951 \| Guilford \| \| G \| 40 \| \| Clark, Carlos \| 193 cm \| 95 kg \| 20-08-1960 \| Mississippi \| \| G \| 43 \| \| Henderson, Gerald \| 188 cm \| 79 kg \| 16-01-1956 \| Virginia Commonwealth \| \| G \| 3 \| \| Johnson, Dennis \| 193 cm \| 84 kg \| 18-09-1954 \| Pepperdine \| \| C \| 50 \| \| Kite, Greg \| 211 cm \| 113 kg \| 05-08-1961 \| Brigham Young \| \| A \| 31 \| \| Maxwell, Cedric \| 203 cm \| 93 kg \| 21-11-1955 \| Charlotte \| \| A/C \| 32 \| \| McHale, Kevin \| 208 cm \| 95 kg \| 19-12-1957 \| Minnesota \| \| C \| 0 \| \| Parish, Robert \| 213 cm \| 104 kg \| 30-08-1953 \| Centenary \| \| G/AP \| 20 \| \| Wedman, Scott \| 201 cm \| 98 kg \| 29-07-1952 \| Colorado \| | Allenatore - K.C. Jones Assistente/i - Jimmy Rodgers (Vice) - Chris Ford (Vice) - Ray Melchiorre (Preparatore atletico) Legenda - (C) Capitano - (FA) Free agent - (S) Sospeso - (TW) Contratto Two-way - (GL) Assegnato a squadra G League affiliata - Infortunato Roster • Transazioni · Ultima transazione: 19 giugno 1984 |                        |                   |         |        |              |                       |
| Pos. | Num. | Naz.                   | Nome              | Altezza | Peso   | Data nascita | Provenienza           |
| G/AP | 44 | Stati Uniti (bandiera) | Ainge, Danny      | 193 cm  | 79 kg  | 17-03-1959   | Brigham Young         |
| A | 33 | Stati Uniti (bandiera) | Bird, Larry       | 206 cm  | 100 kg | 07-12-1956   | Indiana State         |
| G | 28 | Stati Uniti (bandiera) | Buckner, Quinn    | 191 cm  | 86 kg  | 20-08-1954   | Indiana               |
| G/AP | 30 | Stati Uniti (bandiera) | Carr, M.L.        | 198 cm  | 93 kg  | 09-01-1951   | Guilford              |
| G | 40 | Stati Uniti (bandiera) | Clark, Carlos     | 193 cm  | 95 kg  | 20-08-1960   | Mississippi           |
| G | 43 | Stati Uniti (bandiera) | Henderson, Gerald | 188 cm  | 79 kg  | 16-01-1956   | Virginia Commonwealth |
| G | 3 | Stati Uniti (bandiera) | Johnson, Dennis   | 193 cm  | 84 kg  | 18-09-1954   | Pepperdine            |
| C | 50 | Stati Uniti (bandiera) | Kite, Greg        | 211 cm  | 113 kg | 05-08-1961   | Brigham Young         |
| A | 31 | Stati Uniti (bandiera) | Maxwell, Cedric   | 203 cm  | 93 kg  | 21-11-1955   | Charlotte             |
| A/C | 32 | Stati Uniti (bandiera) | McHale, Kevin     | 208 cm  | 95 kg  | 19-12-1957   | Minnesota             |
| C | 0 | Stati Uniti (bandiera) | Parish, Robert    | 213 cm  | 104 kg | 30-08-1953   | Centenary             |
| G/AP | 20 | Stati Uniti (bandiera) | Wedman, Scott     | 201 cm  | 98 kg  | 29-07-1952   | Colorado              |

| \| Pos. \| Num. \| Naz. \| Nome \| Altezza \| Peso \| Data nascita \| Provenienza \| \| ---- \| ---- \| ---- \| -------------------- \| ------- \| ------ \| ------------ \| -------------- \| \| C \| 33 \| \| Abdul-Jabbar, Kareem \| 218 cm \| 102 kg \| 16-04-1947 \| UCLA \| \| G/AP \| 21 \| \| Cooper, Michael \| 196 cm \| 77 kg \| 15-04-1956 \| New Mexico \| \| A \| 0 \| \| Garrett, Calvin \| 201 cm \| 86 kg \| 11-07-1956 \| Oral Roberts \| \| G/AP \| 32 \| \| Johnson, Magic \| 203 cm \| 98 kg \| 14-08-1959 \| Michigan State \| \| A \| 15 \| \| Jordan, Eddie \| 185 cm \| 77 kg \| 29-01-1955 \| Rutgers \| \| A/C \| 25 \| \| Kupchak, Mitch \| 206 cm \| 104 kg \| 24-05-1954 \| North Carolina \| \| A/C \| 11 \| \| McAdoo, Bob \| 206 cm \| 95 kg \| 25-09-1951 \| North Carolina \| \| G/AP \| 40 \| \| McGee, Mike \| 196 cm \| 86 kg \| 29-07-1959 \| Michigan \| \| C \| 41 \| \| Nater, Swen \| 211 cm \| 109 kg \| 14-01-1950 \| UCLA \| \| A \| 31 \| \| Rambis, Kurt \| 203 cm \| 97 kg \| 25-02-1958 \| Santa Clara \| \| G \| 4 \| \| Scott, Byron \| 191 cm \| 88 kg \| 28-03-1961 \| Arizona State \| \| G \| 35 \| \| Spriggs, Larry \| 201 cm \| 104 kg \| 08-09-1959 \| Howard \| \| G/AP \| 52 \| \| Wilkes, Jamaal \| 198 cm \| 86 kg \| 02-05-1953 \| UCLA \| \| A/C \| 42 \| \| Worthy, James \| 206 cm \| 102 kg \| 27-02-1961 \| North Carolina \| | Allenatore - Pat Riley Assistente/i - Bill Bertka (Vice) - Dave Wohl (Vice) - Jack Curran (Preparatore atletico) Legenda - (C) Capitano - (FA) Free agent - (S) Sospeso - (TW) Contratto Two-way - (GL) Assegnato a squadra G League affiliata - Infortunato Roster • Transazioni · Ultima transazione: 19 giugno 1984 |                        |                      |         |        |              |                |
| Pos. | Num. | Naz.                   | Nome                 | Altezza | Peso   | Data nascita | Provenienza    |
| C | 33 | Stati Uniti (bandiera) | Abdul-Jabbar, Kareem | 218 cm  | 102 kg | 16-04-1947   | UCLA           |
| G/AP | 21 | Stati Uniti (bandiera) | Cooper, Michael      | 196 cm  | 77 kg  | 15-04-1956   | New Mexico     |
| A | 0 | Stati Uniti (bandiera) | Garrett, Calvin      | 201 cm  | 86 kg  | 11-07-1956   | Oral Roberts   |
| G/AP | 32 | Stati Uniti (bandiera) | Johnson, Magic       | 203 cm  | 98 kg  | 14-08-1959   | Michigan State |
| A | 15 | Stati Uniti (bandiera) | Jordan, Eddie        | 185 cm  | 77 kg  | 29-01-1955   | Rutgers        |
| A/C | 25 | Stati Uniti (bandiera) | Kupchak, Mitch       | 206 cm  | 104 kg | 24-05-1954   | North Carolina |
| A/C | 11 | Stati Uniti (bandiera) | McAdoo, Bob          | 206 cm  | 95 kg  | 25-09-1951   | North Carolina |
| G/AP | 40 | Stati Uniti (bandiera) | McGee, Mike          | 196 cm  | 86 kg  | 29-07-1959   | Michigan       |
| C | 41 | Paesi Bassi (bandiera) | Nater, Swen          | 211 cm  | 109 kg | 14-01-1950   | UCLA           |
| A | 31 | Stati Uniti (bandiera) | Rambis, Kurt         | 203 cm  | 97 kg  | 25-02-1958   | Santa Clara    |
| G | 4 | Stati Uniti (bandiera) | Scott, Byron         | 191 cm  | 88 kg  | 28-03-1961   | Arizona State  |
| G | 35 | Stati Uniti (bandiera) | Spriggs, Larry       | 201 cm  | 104 kg | 08-09-1959   | Howard         |
| G/AP | 52 | Stati Uniti (bandiera) | Wilkes, Jamaal       | 198 cm  | 86 kg  | 02-05-1953   | UCLA           |
| A/C | 42 | Stati Uniti (bandiera) | Worthy, James        | 206 cm  | 102 kg | 27-02-1961   | North Carolina |

#### Risultati
| Arbitri: | Hugh Evans John Vanak |

|                                                                                  |            |                                                                              |
| K. McHale 25                                                                     | Punti      | K. Abdul-Jabbar 32                                                           |
| L. Bird 5                                                                        | Assist     | M. Johnson 10                                                                |
| L. Bird 14                                                                       | Rimbalzi   | K. Abdul-Jabbar 8                                                            |
| Bird, Henderson, Johnson, Maxwell, Parish (Ainge, Buckner, Kite, McHale, Wedman) | Formazioni | Abdul-Jabbar, Cooper, Johnson, Rambis, Worthy (McAdoo, Nater, Scott, Wilkes) |

| Arbitri: | Jack Madden Jake O'Donnell |

|                                                                            |            |                                                                              |
| L. Bird 27                                                                 | Punti      | J. Worthy 29                                                                 |
| D. Ainge, G. Henderson 5                                                   | Assist     | M. Johnson 10                                                                |
| L. Bird 13                                                                 | Rimbalzi   | M. Johnson 10                                                                |
| Bird, Henderson, Johnson, Maxwell, Parish (Ainge, Buckner, McHale, Wedman) | Formazioni | Abdul-Jabbar, Cooper, Johnson, Rambis, Worthy (McAdoo, Nater, Scott, Wilkes) |

| Arbitri: | Paul Mihalak Earl Strom |

| |            |                                                                                               |
| K. Abdul-Jabbar 24 | Punti      | L. Bird 30                                                                                    |
| M. Johnson 21 | Assist     | C. Maxwell 5                                                                                  |
| M. Johnson 11 | Rimbalzi   | R. Parish 12                                                                                  |
| Abdul-Jabbar, Cooper, Johnson, Rambis, Worthy (Mitch Kupchak, McAdoo, Mike McGee, Nater, Scott, Larry Spriggs, Wilkes) | Formazioni | Bird, Henderson, Johnson, Maxwell, Parish (Ainge, Buckner, Carr, Clark, Kite, McHale, Wedman) |

| Arbitri: | Darell Garretson Jess Kersey |

|                                                                              |            |                                                                                  |
| K. Abdul-Jabbar 32                                                           | Punti      | L. Bird 29                                                                       |
| M. Johnson 17                                                                | Assist     | D. Johnson 14                                                                    |
| M. Johnson 11                                                                | Rimbalzi   | L. Bird 21                                                                       |
| Abdul-Jabbar, Cooper, Johnson, Rambis, Worthy (McAdoo, Nater, Scott, Wilkes) | Formazioni | Bird, Henderson, Johnson, Maxwell, Parish (Ainge, Buckner, Carr, McHale, Wedman) |

| Arbitri: | Hugh Evans Earl Strom John Vanak |

|                                                                                       |            | |
| L. Bird 34                                                                            | Punti      | J. Worthy 22 |
| G. Henderson 9                                                                        | Assist     | M. Johnson 13 |
| L. Bird 17                                                                            | Rimbalzi   | K. Rambis 9 |
| Bird, Henderson, Johnson, Maxwell, Parish (Ainge, Buckner, Carr, Clark, Kite, McHale) | Formazioni | Abdul-Jabbar, Cooper, Johnson, Rambis, Worthy (Mitch Kupchak, McAdoo, Mike McGee, Nater, Scott, Larry Spriggs, Wilkes) |

| Arbitri: | Jack Madden Jake O'Donnell |

|                                                                                          |            |                                                                          |
| K. Abdul-Jabbar 30                                                                       | Punti      | L. Bird 28                                                               |
| M. Johnson 10                                                                            | Assist     | L. Bird 8                                                                |
| K. Abdul-Jabbar 10                                                                       | Rimbalzi   | L. Bird 14                                                               |
| Abdul-Jabbar, Cooper, Johnson, Rambis, Worthy (McAdoo, Mike McGee, Nater, Scott, Wilkes) | Formazioni | Bird, Henderson, Johnson, Maxwell, Parish (Ainge, Buckner, Kite, McHale) |

| Arbitri: | Darell Garretson Earl Strom |

|                                                                                 |            |                                                                                     |
| C. Maxwell 24                                                                   | Punti      | J. Worthy 21                                                                        |
| C. Maxwell 8                                                                    | Assist     | M. Johnson 15                                                                       |
| R. Parish 16                                                                    | Rimbalzi   | K. Rambis 9                                                                         |
| Bird, Henderson, Johnson, Maxwell, Parish (Ainge, Buckner, Carr, Clark, McHale) | Formazioni | Abdul-Jabbar, Cooper, Johnson, Rambis, Worthy (Mitch Kupchak, Nater, Scott, Wilkes) |

| Campione NBA 1984         |
| ------------------------- |
| Boston Celtics 15º titolo |

#### Hall of famer
| NBA Finals | Atleta              | Squadra        | Anno |            |
| ---------- | ------------------- | -------------- | ---- | ---------- |
| Giocatore  | Larry Bird          | Boston Celtics | 1998 | Giocatore  |
| Giocatore  | Dennis Johnson      | Boston Celtics | 2010 | Giocatore  |
| Giocatore  | Kevin McHale        | Boston Celtics | 1999 | Giocatore  |
| Giocatore  | Robert Parish       | Boston Celtics | 2003 | Giocatore  |
| Allenatore | K.C. Jones          | Boston Celtics | 1989 | Giocatore  |
| Giocatore  | Kareem Abdul-Jabbar | L.A. Lakers    | 1995 | Giocatore  |
| Giocatore  | Michael Cooper      | L.A. Lakers    | 2024 | Giocatore  |
| Giocatore  | Magic Johnson       | L.A. Lakers    | 2002 | Giocatore  |
| Giocatore  | Bob McAdoo          | L.A. Lakers    | 2000 | Giocatore  |
| Giocatore  | Jamaal Wilkes       | L.A. Lakers    | 2012 | Giocatore  |
| Giocatore  | James Worthy        | L.A. Lakers    | 2003 | Giocatore  |
| Allenatore | Pat Riley           | L.A. Lakers    | 2008 | Allenatore |

#### MVP delle Finali
- #33 Larry Bird, Boston Celtics.

## Squadra vincitrice

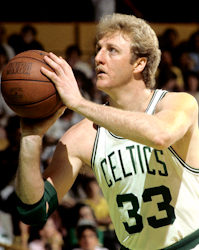
1. 33 Larry Bird, Boston Celtics.

| N° | Naz.                   | Ruolo | Sportivo         |  | Alt. |  |
| -- | ---------------------- | ----- | ---------------- |  | ---- |  |
| 00 | Stati Uniti (bandiera) | C     | Robert Parish    |  | 216  |  |
| 3  | Stati Uniti (bandiera) | G     | Dennis Johnson   |  | 193  |  |
| 8  | Stati Uniti (bandiera) | AP    | Scott Wedman     |  | 201  |  |
| 28 | Stati Uniti (bandiera) | G     | Quinn Buckner    |  | 191  |  |
| 30 | Stati Uniti (bandiera) | G     | M.L. Carr        |  | 198  |  |
| 31 | Stati Uniti (bandiera) | AP    | Cedric Maxwell   |  | 203  |  |
| 32 | Stati Uniti (bandiera) | AG    | Kevin McHale     |  | 209  |  |
| 33 | Stati Uniti (bandiera) | AP    | Larry Bird       |  | 206  |  |
| 40 | Stati Uniti (bandiera) | G     | Carlos Clark     |  | 193  |  |
| 43 | Stati Uniti (bandiera) | P     | Gerald Henderson |  | 188  |  |
| 44 | Stati Uniti (bandiera) | G     | Danny Ainge      |  | 196  |  |
| 50 | Stati Uniti (bandiera) | C     | Greg Kite        |  | 211  |  |
|    | Stati Uniti (bandiera) | All.  | K.C. Jones       |  |      |  |

## Statistiche
Aggiornate al 15 settembre 2021.
| Categoria | Singola prestazione         | Singola prestazione   | Singola prestazione | Media         | Media       | Media | Media |
| Categoria | Giocatore                   | Squadra               | Max                 | Giocatore     | Squadra     | Media | PG    |
| --------- | --------------------------- | --------------------- | ------------------- | ------------- | ----------- | ----- | ----- |
| Punti     | Bernard King Adrian Dantley | N.Y. Knicks Utah Jazz | 46                  | Bernard King  | N.Y. Knicks | 34,8  | 12    |
| Rimbalzi  | Larry Bird                  | Boston Celtics        | 21                  | Buck Williams | N.J. Nets   | 14,1  | 11    |
| Assist    | Magic Johnson               | L.A. Lakers           | 24                  | Magic Johnson | L.A. Lakers | 13,5  | 21    |